# Pocyrchle
Pocyrchle – była osada leśna w Polsce położona w województwie podkarpackim, w powiecie leżajskim, w gminie Nowa Sarzyna.
Nazwę zniesiono 1.01.2021 r.
27 stycznia 2020 Rada Miejska w Nowej Sarzynie wystąpiła z wnioskiem do Ministra Spraw Wewnętrznych i Administracji w przedmiocie zniesienia nazwy tej miejscowości. W języku potocznym nazwa tej miejscowości funkcjonuje jako przysiółek Tarnogóry.